# Associazione Del Calcio In Vicenza 1905-1906
Questa voce raccoglie le informazioni riguardanti l'Associazione Del Calcio In Vicenza nelle competizioni ufficiali della stagione 1905-1906.

## Stagione
Il Vicenza ha partecipato al Campionato Veneto della Terza Categoria, composta da solo due squadre, in cui vince.

## Organigramma societario
Area direttiva
- Presidente: Antonio Libero Scarpa

Area tecnica
- Allenatore: Antonio Libero Scarpa

## Rosa
| N. |                   | Ruolo | Calciatore        |
| -- | ----------------- | ----- | ----------------- |
|    | Italia (bandiera) | D     | Lauro Bosio       |
|    | Italia (bandiera) | D     | Cesare Caldonazzo |
|    | Italia (bandiera) | D     | Marino Chiovatti  |
|    | Italia (bandiera) | D     | Gino Vallesella   |
|    | Italia (bandiera) | A     | Gino Zorzi        |
|    | Italia (bandiera) |       | A. Cibele         |
|    | Italia (bandiera) |       | Faccio            |

| N. |                   | Ruolo | Calciatore |
| -- | ----------------- | ----- | ---------- |
|    | Italia (bandiera) |       | Fuggetta   |
|    | Italia (bandiera) |       | Lorenzoni  |
|    | Italia (bandiera) |       | Sale       |
|    | Italia (bandiera) |       | Schenani   |
|    | Italia (bandiera) |       | Tonello    |
|    | Italia (bandiera) |       | Zanetti    |

## Calciomercato
| Acquisti | Acquisti | Acquisti | Acquisti |
| R.       | Nome     | da       | Modalità |
| -------- | -------- | -------- | -------- |

| Cessioni | Cessioni | Cessioni | Cessioni |
| R.       | Nome     | a        | Modalità |
| -------- | -------- | -------- | -------- |

## Risultati

### Terza Categoria

#### Finale
| Vicenza 7 gennaio 1906 Andata         | Vicenza   | 2 – 1 | Cesarano |  |
| \| \| \| \| \| ? \| Marcatori \| ? \| |           |       |          |  |
|                                       |           |       |          |  |
| ?                                     | Marcatori | ?     |          |  |

| Padova 28 gennaio 1906 Ritorno      | Cesarano  | 1 – 0 | Vicenza |  |
| \| \| \| \| \| ? \| Marcatori \| \| |           |       |         |  |
|                                     |           |       |         |  |
| ?                                   | Marcatori |       |         |  |

| Padova 1906 Spareggio | Cesarano | ? – ? | Vicenza |  |

### Torneo FGNI

#### Finale
| Arbitro: | Bosisio (Milano) |

|   |           |  |
| ? | Marcatori |  |

## Statistiche

### Statistiche di squadra
| Competizione    | Punti | In casa | In casa | In casa | In casa | In casa | In casa | In trasferta | In trasferta | In trasferta | In trasferta | In trasferta | In trasferta | Totale | Totale | Totale | Totale | Totale | Totale | DR |
| Competizione    | Punti | G       | V       | N       | P       | Gf      | Gs      | G            | V            | N            | P            | Gf           | Gs           | G      | V      | N      | P      | Gf     | Gs     | DR |
| --------------- | ----- | ------- | ------- | ------- | ------- | ------- | ------- | ------------ | ------------ | ------------ | ------------ | ------------ | ------------ | ------ | ------ | ------ | ------ | ------ | ------ | -- |
| Terza Categoria | 2     | 1       | 1       | 0       | 0       | 2       | 1       | 2            | 1            | 0            | 1            | 0            | 1            | 3      | 2      | 0      | 1      | 2      | 2      | 0  |
| Torneo FGNI     | -     | 0       | 0       | 0       | 0       | 0       | 0       | 1            | 0            | 0            | 1            | 0            | 5            | 1      | 0      | 0      | 1      | 0      | 5      | -5 |
| Totale          | 2     | 1       | 1       | 0       | 0       | 2       | 1       | 3            | 1            | 0            | 2            | 0            | 6            | 4      | 2      | 0      | 2      | 2      | 7      | -5 |